# カヴン
カヴンまたはカブン（英: coven、発音：[kʌvən] または [kʌvn]）は、一般的には魔女の集まり（魔女のグループ、魔女団）を指す。

## 概要
カヴンという言葉の初出は、1662年にスコットランドのオールダーンで魔女とされたイゾベル・ガウディー (Isobel Gowdie) の自白である。その中でガウディーは「各カヴンには13人の人間がいます」と証言した。語源は不明であるが、宗教的な集会（所）を意味するコンヴェント (convent) から来ているという説があり、スコットランド英語における convent の転訛とも言われる。米国の中世史家ロッセル・ホープ・ロビンズは、『カンタベリー物語』の中でキリストと十二使徒を合わせた数である13人で構成されるとされたコンヴェントから悪魔学者たちが着想したものだという考えを示した。
エジプト学者・民俗学者のマーガレット・マリーは『西欧の魔女宗』（1921年）を著し、ヨーロッパ中のすべての魔女たちはかれらがカヴンと呼ぶ13人の集団で会合していたという説を提唱した。『ブリタニカ百科事典』の witchcraft の項目をマリー自身が執筆したこともあって、この学説は数十年間にもわたって影響力をもち続け、ウイッカと呼ばれることになる現代のウイッチクラフトを創始したジェラルド・ガードナーに影響を与えた。

## ネオペイガニズム
ウイッカやこれに類似するネオペイガン・ウイッチクラフトの諸形態（例えばストレゲリア Stregheria やフェリ  Feri）においては、カヴンは魔女の集会あるいはコミュニティである（キリスト教でいう会衆と同様のもの）。月を引き降ろす儀式やサバトの祝祭といった儀礼のために集まる一団の信者で構成されている。参加人数は固定的ではない。13人が理想的と考えられている（けだしマリーの理論に従ったものである）が、少なくとも3人いればカヴンたり得る。2人のグループは（性別に関係なく）通常「ワーキング・カップル」と呼ばれる。コミュニティ内では多くの人が、手に負えない集団力学やリーダーシップにおける不公平な重責を引き合いに出して、13人以上のカヴンは扱いにくいと信じている。カヴンが管理しきれないほど大きく育つと、分裂つまり「分離独立」することがある。ウイッカにおいては、新たにハイ・プリースト（高等司祭）やハイ・プリーステス（高等女司祭）になった人（第三階級への昇進ともいう）が自分のカヴンを始めるために元のカヴンを離脱する場合にも、分離独立した新たなカヴンが生まれることになる。
ウイッカのカヴンは通常、一人のハイ・プリーステスと一人のハイ・プリーストによって共同で率いられるが、統率者は一人だけであったり数人であったりすることもある。ネオペイガン・ウイッチクラフトの近年の形態では、カヴンは時として民主的にリーダーを持ち回り制にして運営されていることがある。